# Mata Hari
Pour les articles homonymes, voir Mata Hari (homonymie), Mata, Hari et Zelle.
Margaretha Geertruida Zelle dite Grietje Zelle, connue sous le nom de Mata Hari, est une danseuse et courtisane néerlandaise, née le 7 août 1876 à Leeuwarden et morte exécutée le 15 octobre 1917 à Vincennes. Elle est fusillée pour espionnage pendant la Première Guerre mondiale.

## Biographie

### Origines

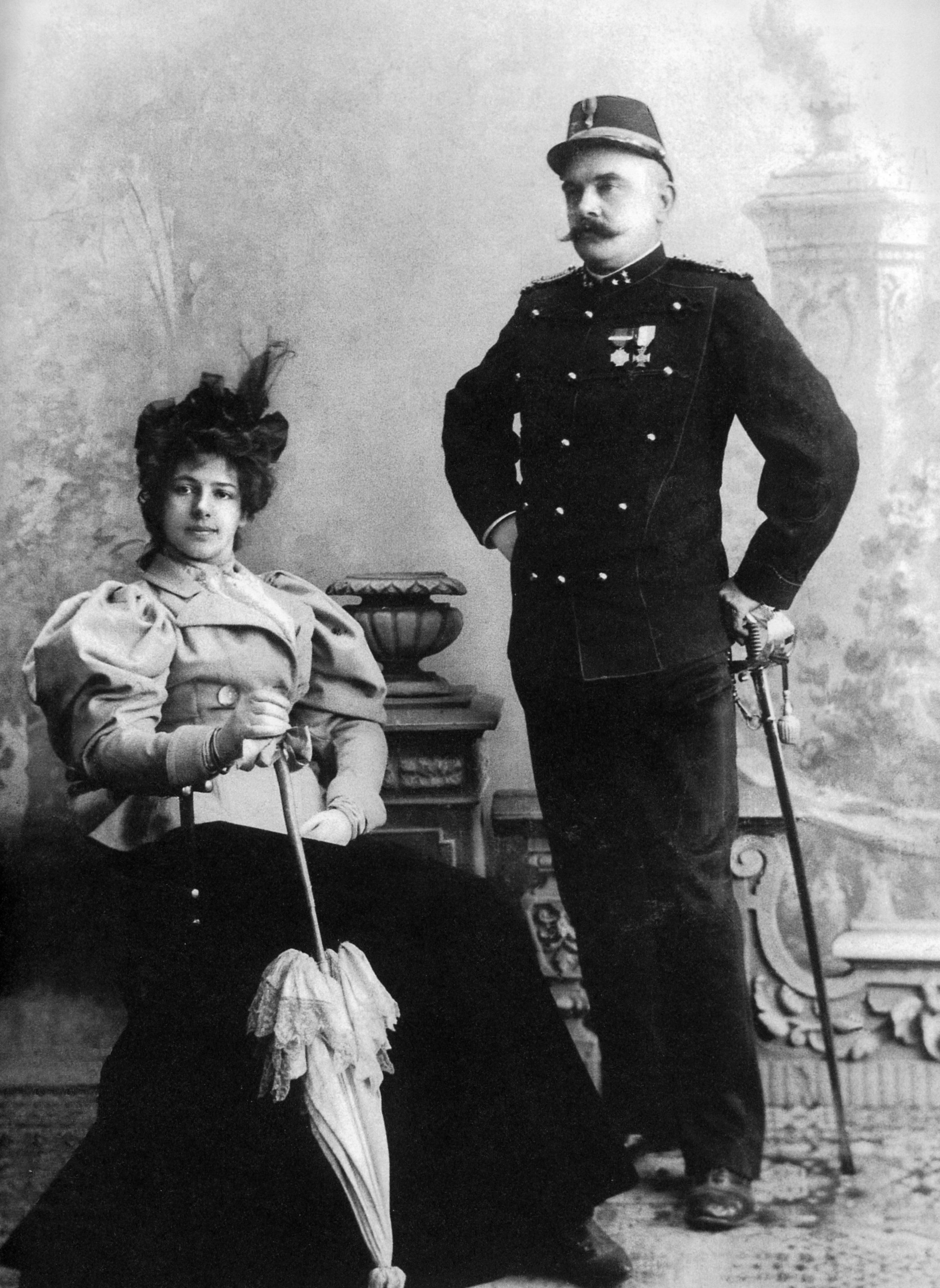
Rudolph MacLeod et sa femme Margaretha, la future Mata Hari, à Malang en 1897.

Margaretha Geertruida Zelle, née à Leeuwarden (Frise), est la fille d'Adam Zelle (1840-1910), un riche marchand de chapeaux et de capes néerlandais, et d'Antje van der Meulen (1842-1891). Aînée d'une famille de quatre enfants, elle a trois frères. 
Appelée familièrement M'greet ou Grietje, la jeune Margaretha a un teint basané au point d'être souvent prise pour une Eurasienne indo ou pour une moyen-orientale. Ses ascendants viennent presque tous de Leeuwarden et Franeker et sa généalogie ne mentionne donc aucune origine étrangère. Sa famille présente tout de même des patronymes - Zelle, Faber, Rosendaal... - courants au sein de la communauté juive néerlandaise, en dépit de l'affirmation de ses biographes qu'elle n'a pas d'origines juives. Il est possible qu'elle ait en partie inventé un personnage de femme javanaise afin de justifier son faciès particulier et ne pas élever les soupçons de judéité, en raison de l'antisémitisme de l'époque. 
En 1889, l'entreprise de son père fait faillite ; le couple se sépare en septembre 1890 et sa mère meurt huit mois plus tard en 1891. Déchu de son autorité parentale, son père doit accepter qu'elle soit placée chez un oncle, négociant à La Haye qui la fait entrer dans le pensionnat le plus huppé de la région, où elle commence à s'inventer un passé glorieux. Lors de ses études à Leyde pour devenir institutrice, elle est renvoyée de l'école à la suite d'un scandale impliquant une liaison avec le directeur, qui perd aussi sa place. 
À 18 ans, le 11 juillet 1895, à la suite d'une annonce matrimoniale, elle se marie avec un officier de la marine néerlandaise de dix-neuf ans son aîné, Rudolf MacLeod, avec qui elle part vivre aux Indes néerlandaises, où le capitaine MacLeod est nommé chef de garnison à Malang, dans l'Est de l'île de Java. Comme c'est l'usage des femmes européennes à l'époque, elle s'habille à la javanaise, parle un peu le javanais, apprend la danse javanaise.
Le couple a deux enfants, Louise-Jeanne et Normand-John. Comme le résume l'un de ses principaux biographes, Fred Kupferman, « le 27 juin 1899, un drame brise définitivement ce couple mal assorti. Les deux enfants sont empoisonnés. Plusieurs hypothèses : la vengeance de domestique, l'accident ? On ne sait pas. » Deux histoires circulent : Rudolf MacLeod aurait battu un soldat indigène, amant de la domestique, ou aurait fait des avances à cette femme de chambre. Seule Louise-Jeanne survit.
En 1902, de retour en Europe, elle divorce à La Haye de son mari, un homme violent et alcoolique. Elle obtient la garde de sa fille et une pension alimentaire, qui ne lui est jamais versée. Rudolf MacLeod enlève sa fille, jugeant son ex-femme indigne et dangereuse. En novembre 1903, à l'âge de 27 ans, elle fait une arrivée peu remarquée à Paris. Jouant sur le patronyme écossais de son mari, elle se fait appeler « Lady MacLeod » et, pour survivre, se fait entretenir par les hommes, devenant une cocotte, entre la courtisane et la prostituée, dans le Paris de la Belle Époque. 
Début 1905, elle se fait embaucher en tant qu'écuyère dans le « Nouveau cirque » d'Ernest Molier, qui lui propose d'évoluer en danseuse dénudée ; elle commence dès lors à composer son rôle de danseuse orientale. Le 13 mars 1905, Émile Guimet, orientaliste fortuné et fondateur du musée du même nom, l'invite à venir danser dans la bibliothèque du musée, transformé pour l'occasion en temple hindou. Elle y triomphe dans un numéro de danseuse érotique exotique sous le nom de Mata Hari, signifiant « soleil », littéralement « œil du jour » en malais : sous les apparences d'une princesse javanaise habillée d'un collant couleur chair et entourée de quatre servantes, elle rend hommage au dieu hindou Shiva et s'offre à lui lors de la troisième danse, se dénudant progressivement. Très grande (1,75 m), élancée, avec une peau mate sous une chevelure de jais, un regard ténébreux et une bouche sensuelle, elle séduit son public.

### Mata Hari, danseuse exotique

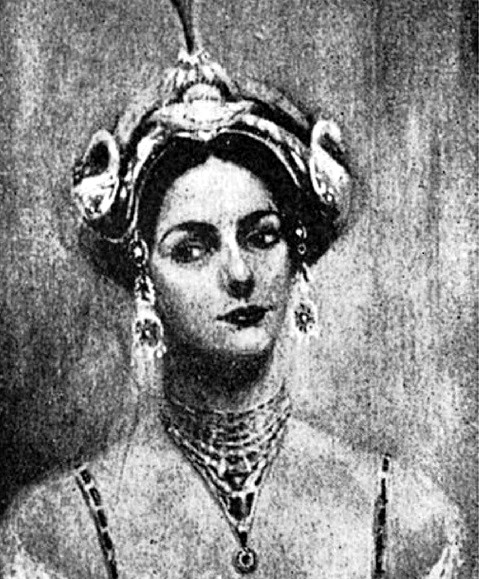
Portrait de Mata Hari par Paul-Franz Namur (1909).

Devant le succès du spectacle parisien, Gabriel Astruc devient son imprésario pendant dix ans, faisant jouer la troupe en août 1905 à l'Olympia puis à travers toute l'Europe. Rémunérée alors 10 000 FRF par soirée, couronnée d'aigrettes et de plumes, elle se produit d'une capitale à l'autre, guettée par les échotiers qui comptent ses chapeaux, ses chiens, ses fourrures, ses bijoux et ses amants. Parmi ceux-ci figure notamment le lieutenant allemand Alfred Kiepert avec qui elle reste plusieurs mois à Berlin - cette liaison lui est vivement reprochée lors de son procès. Son numéro d'effeuillage sous prétexte de danse orientale a fait d'elle une égérie de la Belle Époque, une femme moderne qui lève le tabou de la nudité dans une société encore marquée par le rigorisme moral du XIXe siècle. 
Elle aide les échotiers à créer autour de sa personne une légende : elle serait née à Java où les prêtres de Shiva l'ont initiée aux secrets de son culte et de ses danses. Son père est baron. Son mari, un officier supérieur dont elle est séparée, est jaloux comme un tigre (Mata Hari, pour justifier les cupules de bronze ornées de bijoux qui masquent ses seins pendant ses spectacles, affirme qu'il lui a arraché ses mamelons dans un accès de rage jalouse, lui laissant de vilaines cicatrices. Ces cupules servent surtout à masquer leur petite taille). 
Elle est aussi une courtisane qui se préoccupe très peu de la nationalité de ses conquêtes. Personnalité flamboyante, elle s'invente ainsi un personnage et une histoire mais sa carrière a du mal à redémarrer après sa liaison avec Alfred Kiepert en 1907 : endettée, elle est réduite à des rôles peu reluisants dans des spectacles non plus mondains mais populaires, allant jusqu'à se prostituer dans des maisons closes. En 1910 et 1911, après avoir atteint le sommet de la célébrité à Paris, elle séjourne au château de la Dorée à Esvres, qui est loué à la comtesse de La Taille-Trétinville par son amant le banquier Xavier Rousseau. En 1915, elle vend son hôtel luxueux de Neuilly et loue une modeste maison à La Haye. Elle y reçoit la visite du consul d'Allemagne Carl H. Cramer, qui est intéressé par cette femme polyglotte introduite auprès des milieux du pouvoir et qui lui propose de rembourser ses dettes en échange de renseignements stratégiques pour l'Allemagne, en retournant à Paris.

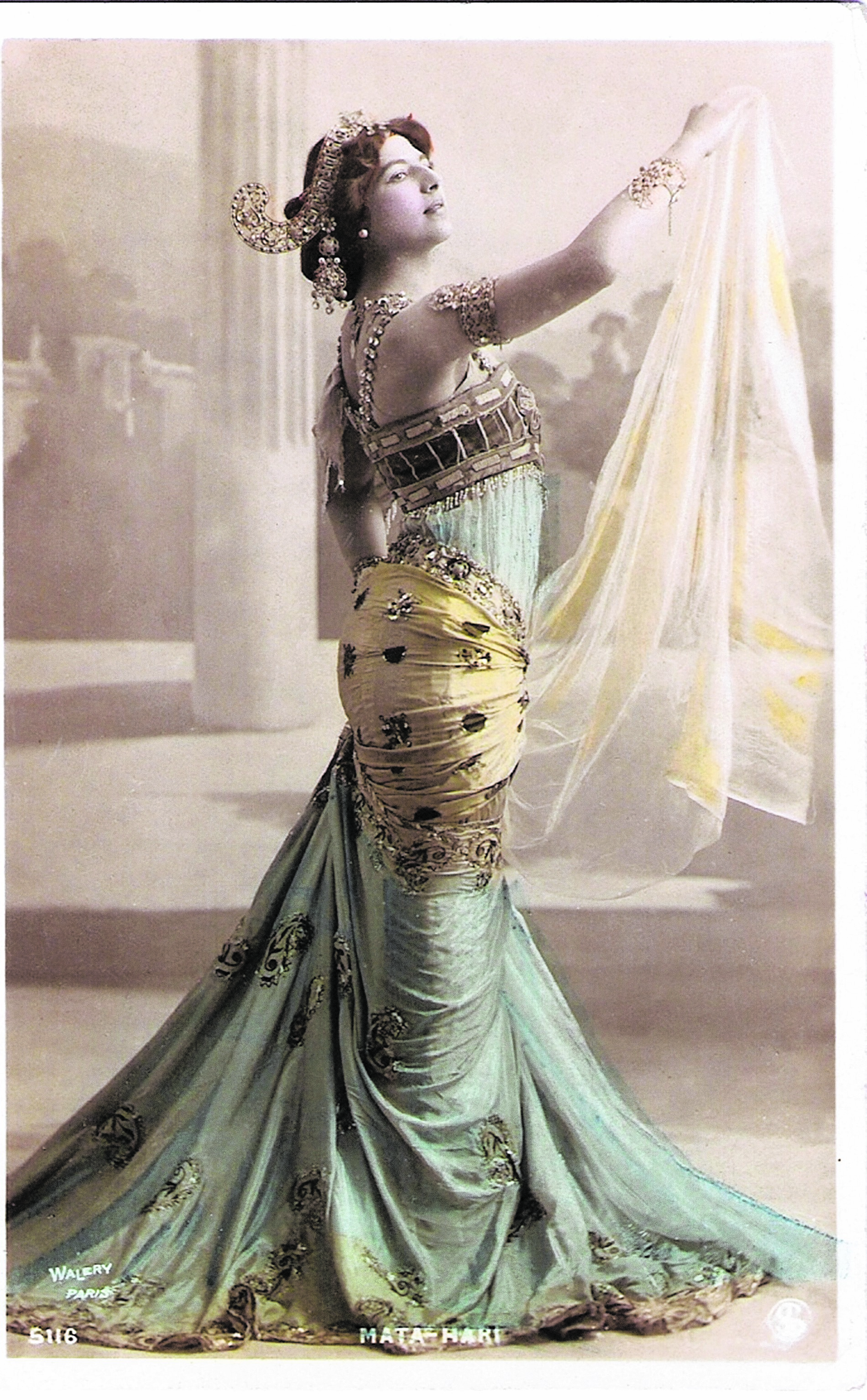
Mata Hari en 1906.
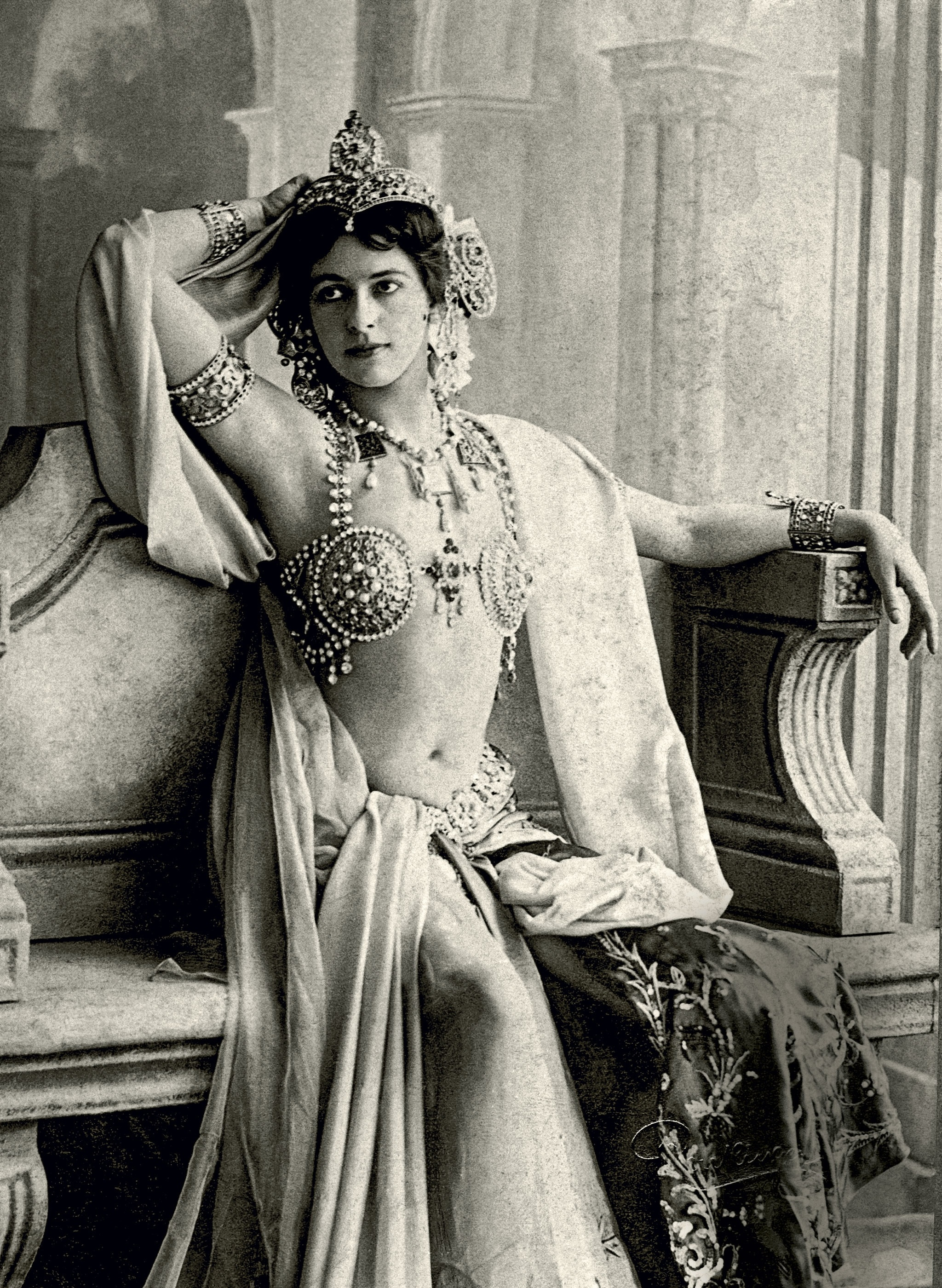
Mata Hari vers 1906.
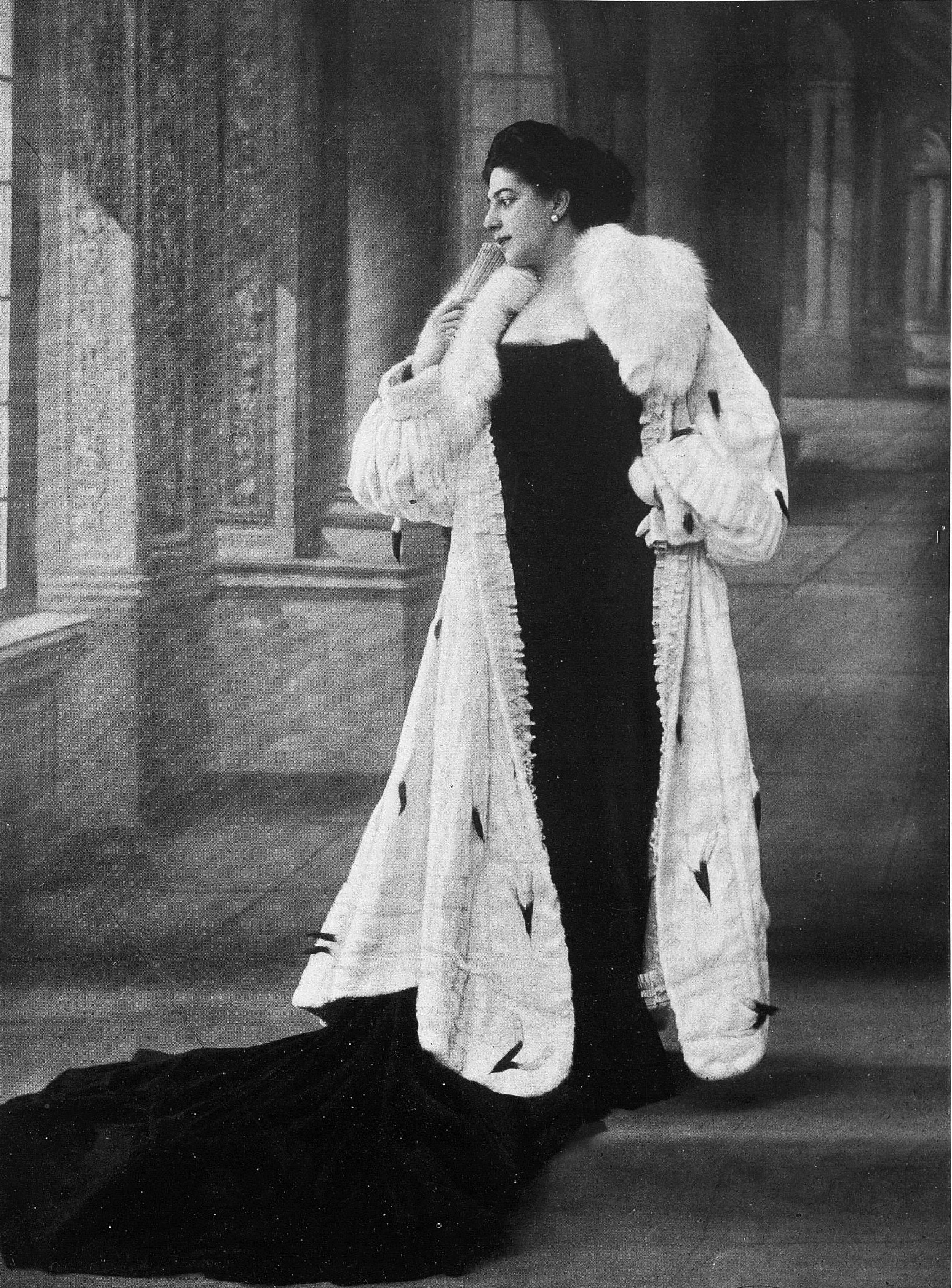
Mata Hari en 1908.
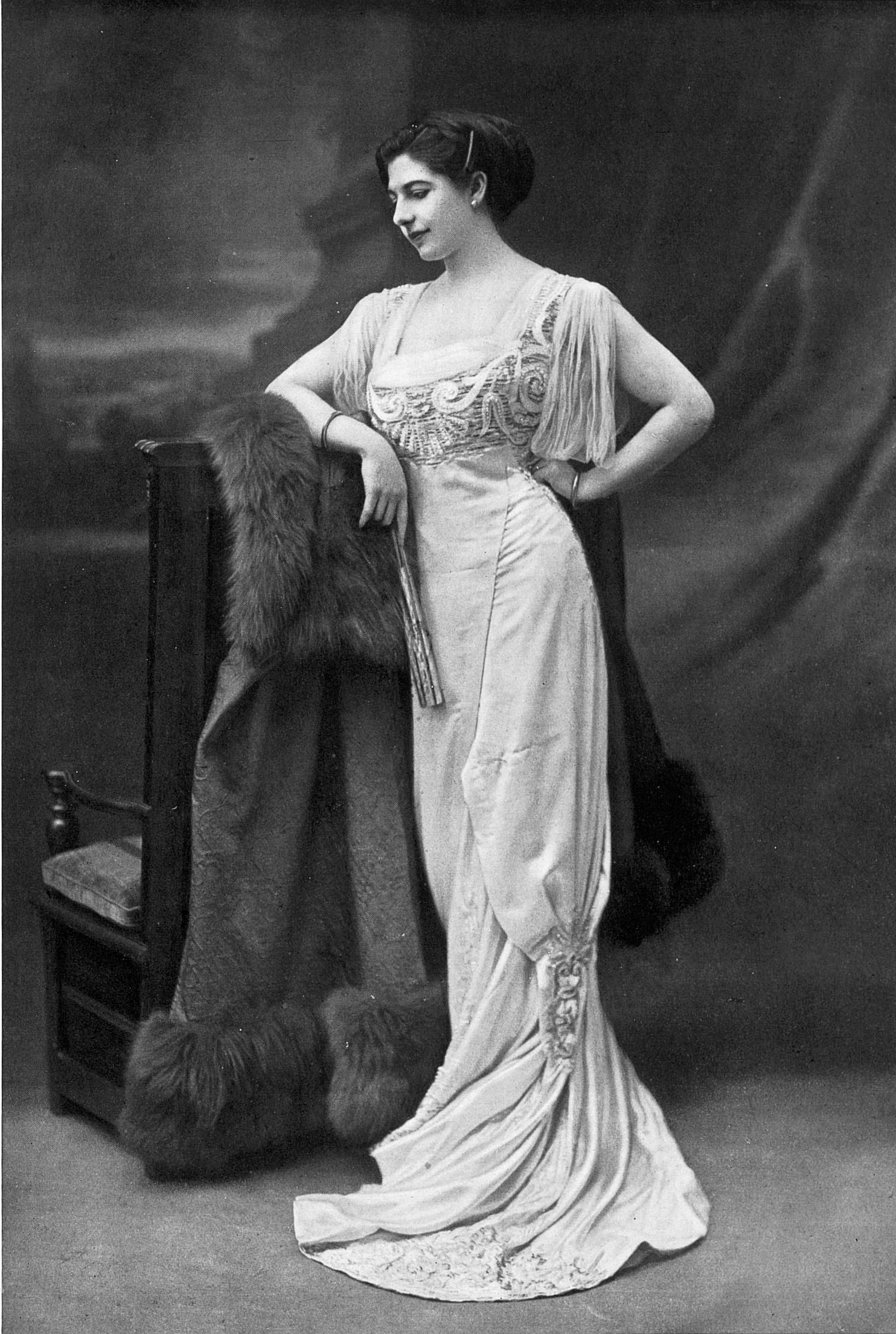
Mata Hari en 1910.
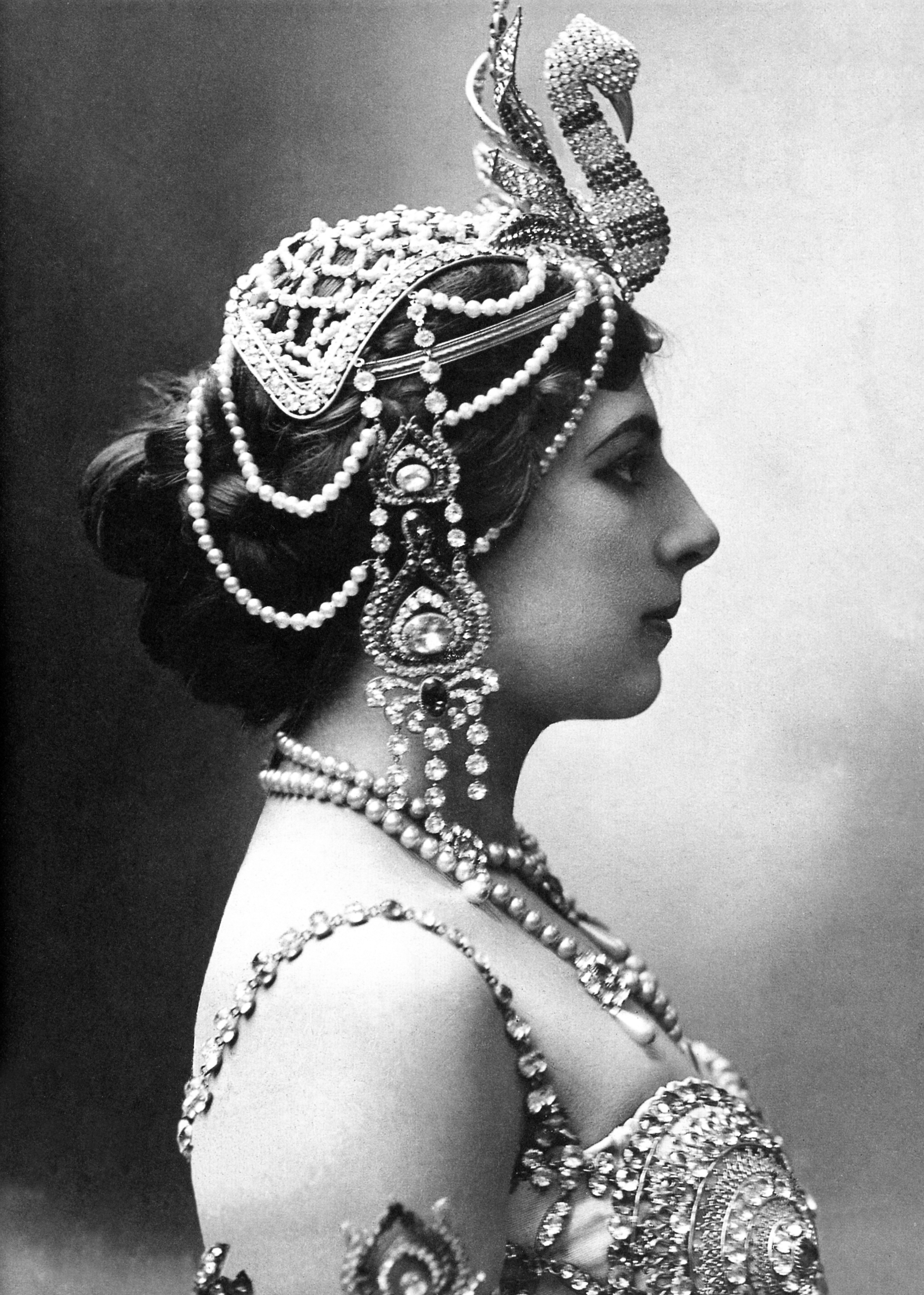
Mata Hari en 1910.
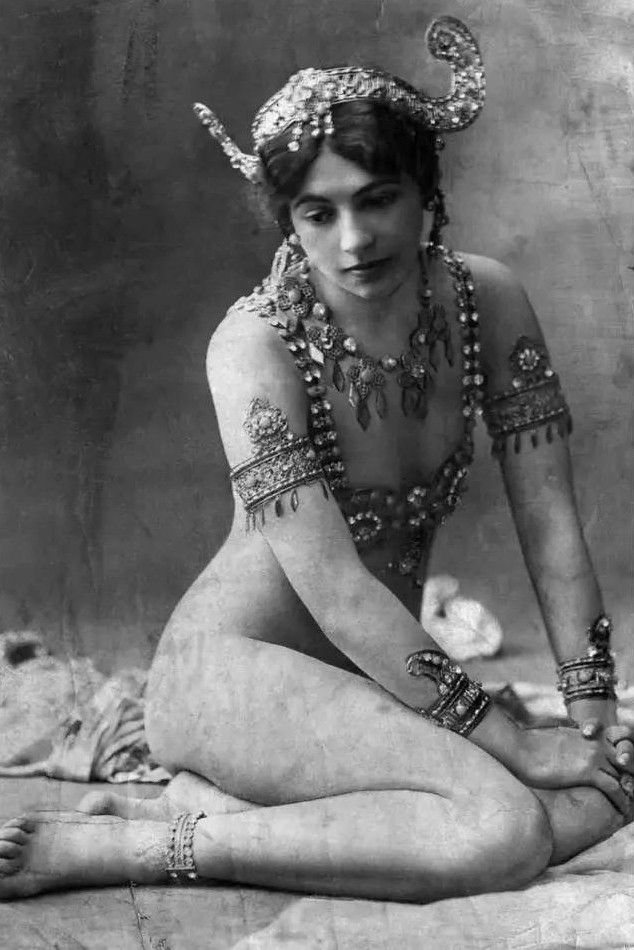
Mata Hari en 1910.
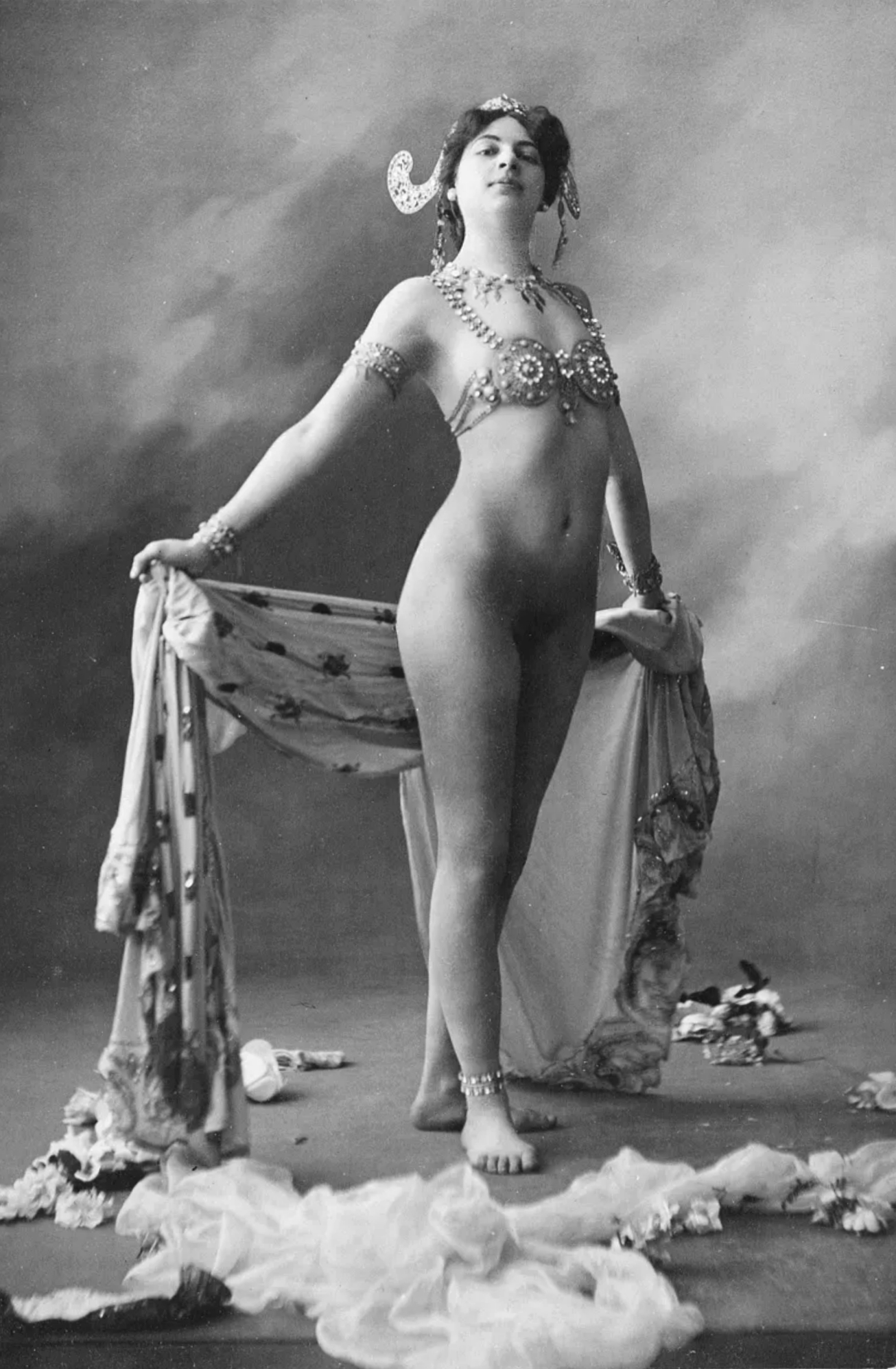
Mata Hari en 1910.
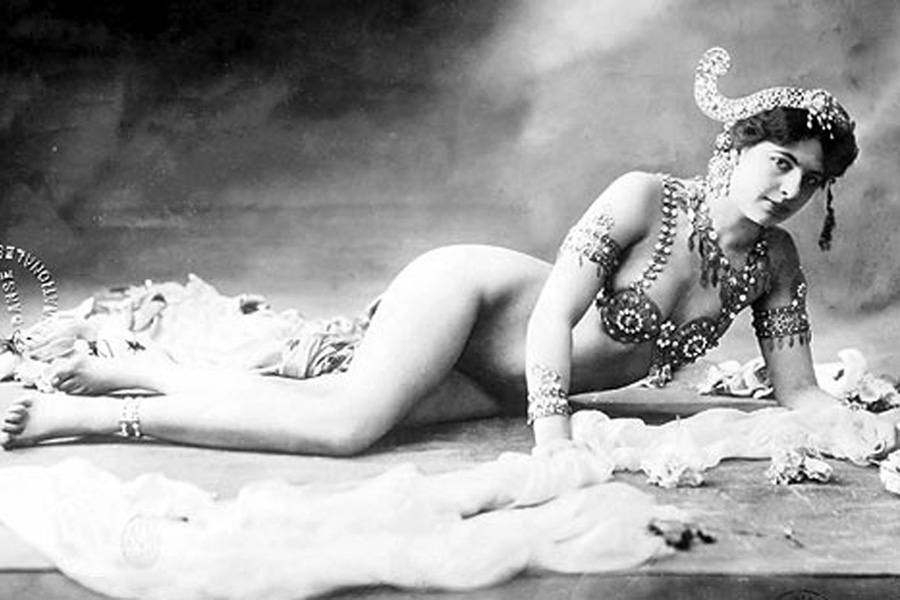
Mata Hari en 1910.

### Mata Hari, l'espionne

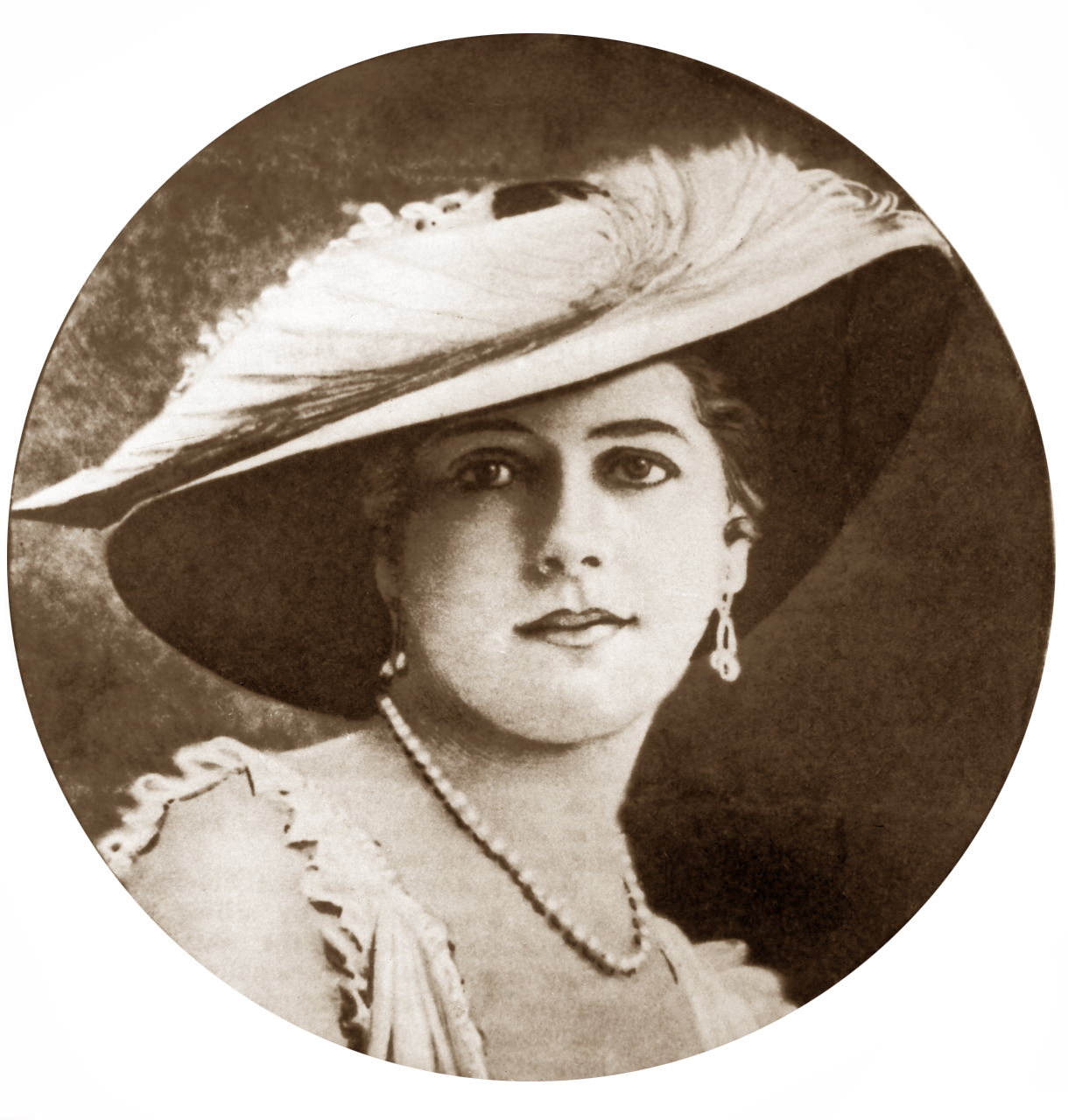
Mata Hari, 1909 environ.

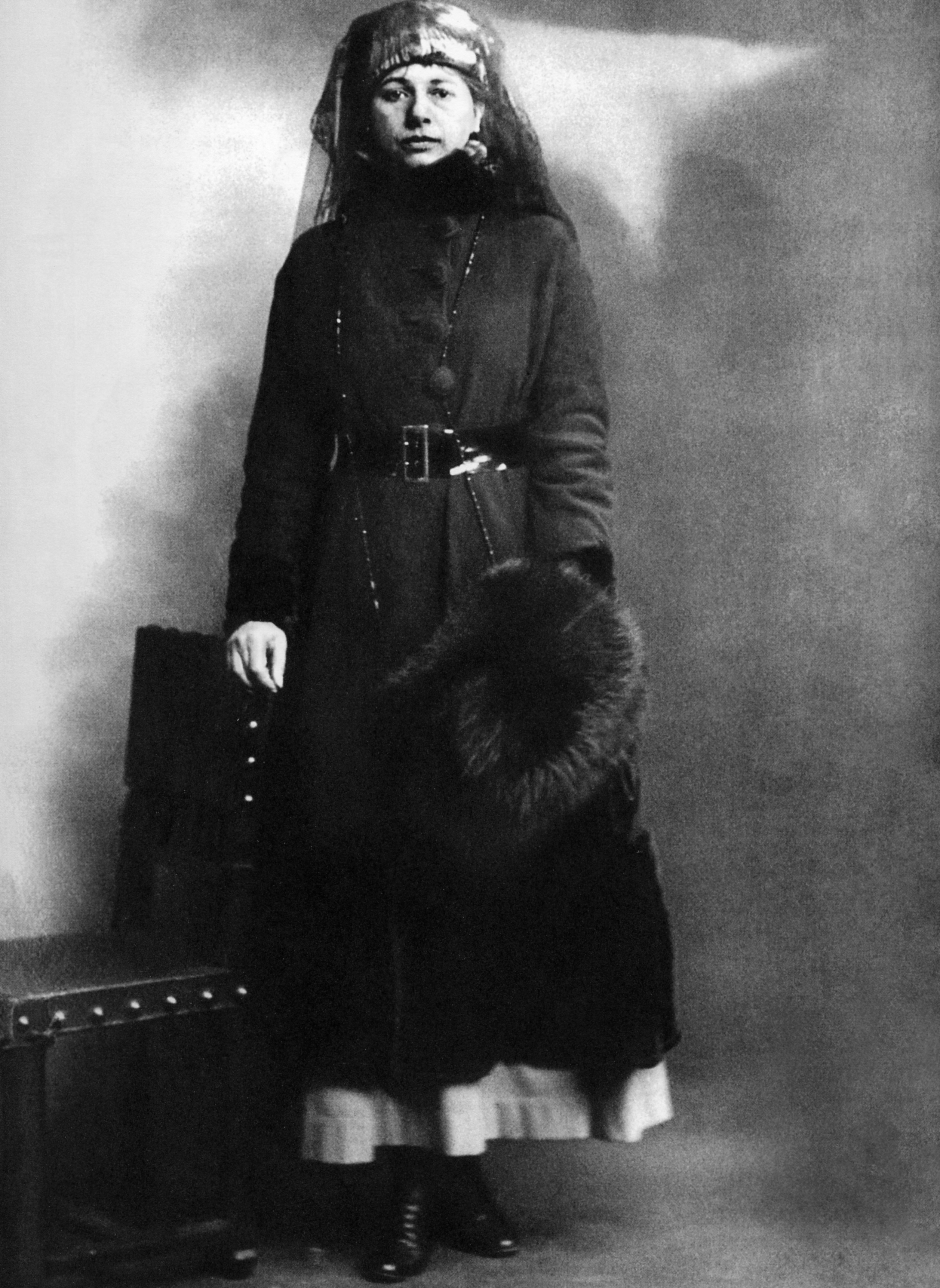
Mata Hari, le jour de son arrestation.

Elle s'éprend vers la fin 1916 à Paris d'un capitaine russe au service de la France dénommé Vadim Maslov, fils d'amiral couvert de dettes. Au front, il est abattu en plein vol et blessé à l'œil, si bien qu'il est soigné dans un hôpital de campagne près de Vittel. Elle réalise des démarches pour un laissez-passer à destination de cette infirmerie du front. C'est dans ces circonstances qu'elle rencontre le capitaine Georges Ladoux, chef des services du contre-espionnage français, le 2 septembre 1916, ce dernier pouvant faciliter l'obtention du laissez-passer. Comme Cramer quelques mois plus tôt, il l'invite à mettre ses relations internationales, son don des langues et ses facultés de déplacement au service de la France. Elle accepte contre rémunération (elle réclame une somme d'un million de francs à Ladoux qui accepte, mais la somme ne sera jamais versée) d'aller espionner le Haut commandement allemand en Belgique. 
En tant que ressortissante des Pays-Bas, elle peut franchir librement les frontières (son pays natal étant resté neutre durant ce conflit). Pour éviter les combats, elle compte rejoindre la Belgique via l'Espagne. Elle est interrogée lors d'une escale involontaire à Falmouth par Basil Thomson du MI-5 (services britanniques) à qui elle révèle  son appartenance aux services secrets français. On ne sait pas si elle ment à cette occasion, croyant que cette histoire la rendrait plus intrigante, ou si les services français se servent effectivement d'elle sans le reconnaître, en raison des réactions internationales que cette révélation aurait suscitées. Après un séjour en Belgique où elle aurait reçu une formation au centre de renseignements allemand d'Anvers par Fräulein Doktor Elsbeth Schragmüller, elle embarque finalement le 24 mai 1916 pour l'Espagne, où elle fréquente dans la capitale de nombreux membres des services secrets, comme Marthe Richard, toutes les deux étant sous le commandement du colonel Denvignes alors sur place. Elle y est courtisée par de nombreux officiers alliés.
En janvier 1917, l'attaché militaire allemand à Madrid, le major Kalle, que Mata Hari a tenté de séduire en se faisant passer pour (ou en étant réellement ?) l'espion allemand de nom de code H-21, transmet un message radio à Berlin, décrivant les activités de H-21. Les services secrets français interceptent le message grâce aux antennes de la Tour Eiffel et sont capables d'identifier H-21 comme étant Mata Hari. Aussi étrange que cela puisse paraître, les Allemands chiffrent le message avec un code qu'ils savent pertinemment connu des Français et avec des informations suffisamment précises pour identifier sans peine Mata Hari (nom de sa gouvernante, adresse), laissant les historiens penser que le but du message était que, si elle travaille effectivement pour les Français, ceux-ci pourraient démasquer sa double identité et la neutraliser. En tout état de cause, Mata Hari se retrouve au milieu de services secrets en pleines manœuvres de manipulation et d'intoxication de part et d'autre.
Six semaines après son retour en France pour rejoindre son amant Vadim Maslov, le contre-espionnage français fait une perquisition dans sa chambre de l'hôtel Élysée Palace sur les Champs-Élysées. On ne trouve pas de preuve incontestable, mais le sac à main contient deux produits pharmaceutiques. Elle déclare que l'un de ces produits est un contraceptif, possession bien légitime compte tenu de ses activités, mais il entre aussi dans la composition de l'encre sympathique. Des télégrammes chiffrés interceptés établissent (et elle le reconnaît) que le consul allemand aux Pays-Bas lui avait versé 20 000 francs. « Pour prix de mes faveurs », précise-t-elle. Pour des « renseignements », selon ses juges, sans préciser lesquels.
À la suite de cette perquisition, le 13 février 1917, elle est arrêtée par le capitaine Pierre Bouchardon (son passage ayant été signalé par Louis-Ferdinand Céline qui travaillait alors au Service des Passeports) ; elle est soumise à un interrogatoire à la prison Saint-Lazare mais apporte en fait très peu d'informations. La seule qui soit assez importante concerne un autre agent double qui avait infiltré le réseau allemand pour les services secrets français. Pour anecdote, elle avoue à Bouchardon qui mène l'instruction vouloir se « venger » des Allemands qui lors d'une perquisition au théâtre de Berlin lui avaient pris toutes ses fourrures (d'une valeur d'environ 80 000 francs).

### Procès et exécution

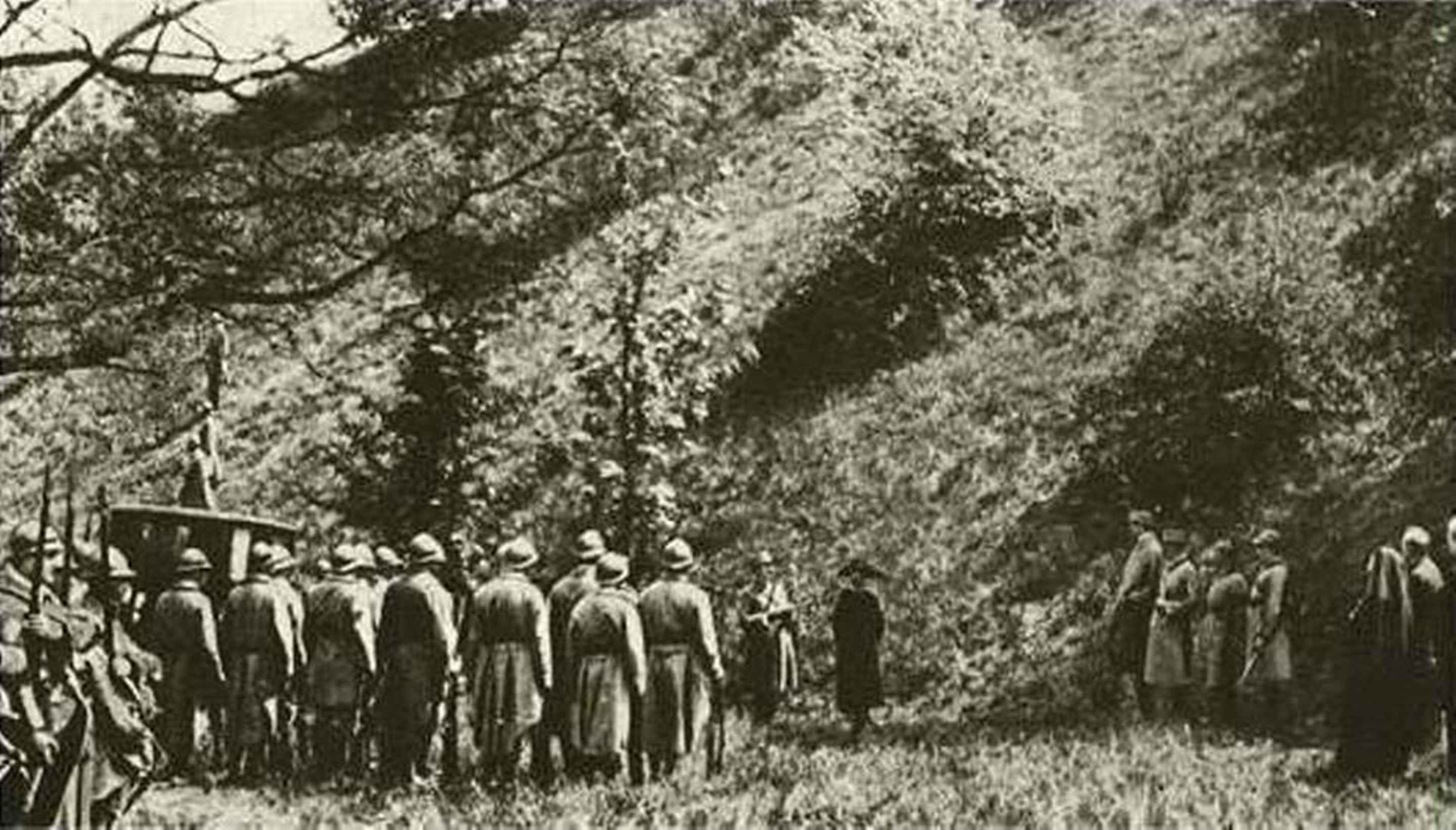
L'exécution de Mata Hari (film de 1920).

Accusée d'espionnage au profit de l'Allemagne dans le cadre d'une enquête sommaire, Mata Hari passe du statut d'idole à celui de coupable idéale dans une France traumatisée par la guerre et dont l'armée vient de connaître d'importantes mutineries après l'échec de la bataille du Chemin des Dames. Son avocat et ancien amant Édouard Clunet n'a le droit d'assister qu'aux premiers et derniers interrogatoires. L'instruction est assurée par le capitaine Pierre Bouchardon, rapporteur au troisième conseil de guerre. À ce titre, il instruit toutes les grandes affaires d'espionnage du premier conflit mondial. Son procès, dont le substitut du procureur est André Mornet, ne dure que trois jours sans apporter de nouveaux éléments. Elle est même, lors du procès, abandonnée par son amant Vadim Maslov qui la qualifie tout simplement « d'aventurière ».
Elle est condamnée à mort pour intelligence avec l'ennemi en temps de guerre sur réquisitoire de l'avocat général Mornet et sa grâce rejetée par le président Raymond Poincaré, qui laisse la justice suivre son cours. Son exécution a lieu le 15 octobre 1917 par fusillade, au polygone de tir de Vincennes. Peu de temps avant son exécution, bien que n'étant pas croyante, elle a de nombreux entretiens avec le pasteur Jules Arboux qui est aumônier des prisons et qui l'accompagne jusqu'à ses derniers instants,. Son médecin, le docteur Léon Bizard, relate les faits dans son livre Souvenirs d'un médecin de la préfecture de police et des prisons de Paris (1914-1918) : coiffée d'un grand canotier et vêtue d'une robe élégante garnie de fourrures, avec un manteau jeté sur les épaules, elle refuse d'être attachée au poteau et le bandeau qu'on lui propose. Elle aurait lancé un dernier baiser aux soldats de son peloton d'exécution 723, formé de douze zouaves. Alors que les soldats la mettent en joue, Mata Hari s'écrie : « Quelle étrange coutume des Français que d'exécuter les gens à l'aube! »

« Tandis qu'un officier donne lecture du jugement, la danseuse, qui a refusé de se laisser bander les yeux, très crâne, se place d'elle-même contre le poteau, une corde, qui n'est même pas nouée, passée autour de la ceinture… Le peloton d'exécution, composé de douze chasseurs à pied, quatre soldats, quatre caporaux, quatre sous-officiers, est à dix mètres d'elle… Mata Hari sourit encore à sœur Léonide agenouillée et fait un geste d'adieu. L'officier commandant lève son sabre : un bruit sec, suivi du coup de grâce moins éclatant et la Danseuse rouge s'écroule tête en avant, masse inerte qui dégoutte de sang… »

— Léon Clément Bizard
Sa famille ne réclame pas le corps, qui est confié à la faculté de médecine de Paris : deux professeurs dissèquent la morte, déterminant que la balle mortelle a traversé le cœur de part en part alors qu'une autre balle, celle du coup de grâce, l'a défigurée. Durant cette autopsie, on vole plusieurs de ses organes comme souvenirs, voire comme reliques.

### Après sa mort
Entre les deux grandes guerres, un livre lui est consacré presque chaque année.
Dès la fin de la guerre, l'Allemagne la présente d'abord comme une innocente victime, n'ayant jamais collaboré avec les services de renseignements allemands. Mais en 1931, dans un important ouvrage collectif L'Espionnage pendant la guerre mondiale auquel ont notamment collaboré des historiens, des officiers et des anciens agents des services secrets, il est fait mention que « Mata Hari a fait de grandes choses pour l'Allemagne ; elle fut le courrier pour nos informateurs installés à l'étranger ou en pays ennemis… Mata Hari était parfaitement au courant des choses militaires, puisqu'elle avait été formée dans l'une de nos meilleures écoles d'information… Elle était un agent de marque. »
En 1937, « Mademoiselle Docteur », Fräulein Schragmüller, qui dirige le centre d'espionnage allemand, à Anvers, publie ses mémoires. Elle y révèle à propos de Mata Hari : « Pas une des nouvelles qu'elle a envoyées n'était utilisable, et ses informations n'ont eu pour nous aucun intérêt politique et militaire. » Elle reconnaît cependant : « La condamnation était méritée et conforme à l'esprit du code militaire. »
L'historien Alain Decaux témoigne lors d'une de ses recherches sur Mata Hari avoir interrogé le procureur Mornet sur l'enjeu réel que présente le cas de cette espionne. Celui-ci répond « qu'on n'avait finalement pas grand-chose à lui reprocher » mais que son cas est évoqué « sous le feu de la presse dans un contexte politique tel » que la raison d'État ne peut que l'emporter.
Selon le journaliste Russel Warren Howe (en), Mata Hari est une « cocotte » naïve et vénale manipulée par les services secrets. Le chef des services du contre-espionnage français Georges Ladoux a engagé de tels frais qu'il n'aurait jamais voulu avouer qu'il a avancé de telles sommes pour une simple courtisane. De plus, les services secrets français ne peuvent révéler tout de l'affaire Mata Hari car cela aurait montré qu'ils avaient percé les codes de chiffrement allemand.
Depuis 1996, le musée Frison (en) de sa ville natale Leeuwarden présente une exposition permanente de sa vie dans une salle qui lui est entièrement consacrée.
Le procès scellé de Mata Hari et d'autres documents connexes, soit un total de 1 275 pages, ont été déclassifiés par l'armée française en 2017, cent ans après son exécution.
Le 19 octobre 2001, grâce aux travaux de Léon Schirmann qui épluche les archives françaises, allemandes et hollandaises depuis 1992, la fondation néerlandaise Mata Hari et la ville natale de la danseuse, Leeuwarden, engagent l'avocat Thibault de Montbrial pour déposer une requête en révision du procès de Mata Hari auprès de Marylise Lebranchu, ministre de la Justice, seule habilitée à donner suite à la requête puisqu'elle n'émane pas des descendants de la condamnée. La demande est rejetée.
En 2003, Philippe Collas, arrière petit-fils de Pierre Bouchardon, écrit la première biographie exhaustive, ayant eu accès à tous les documents du dossier secret et aux archives personnelles de son arrière grand-père.

## Documents

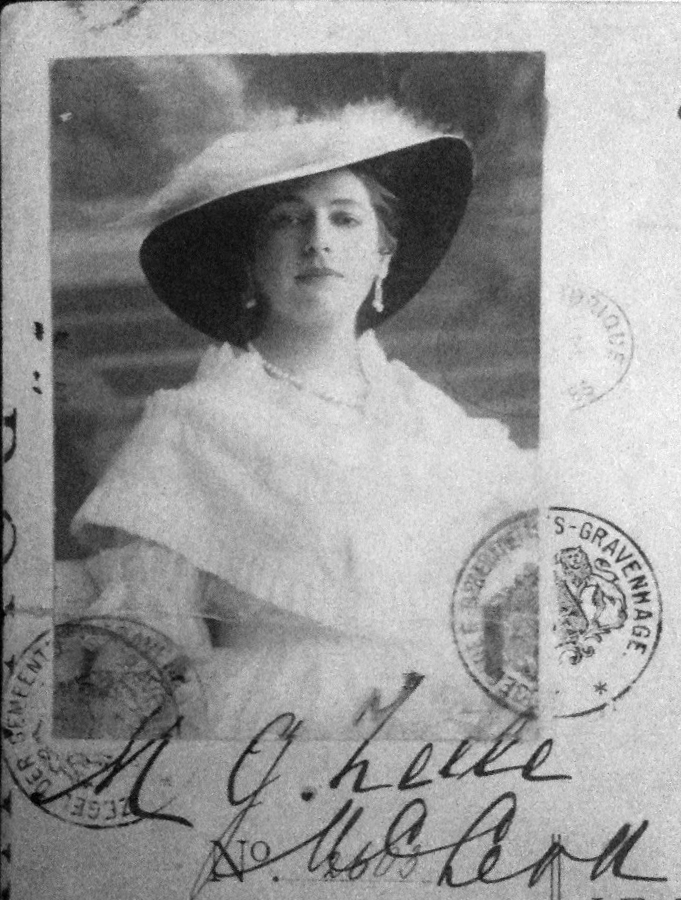
Passeport néerlandais de Mata Hari.
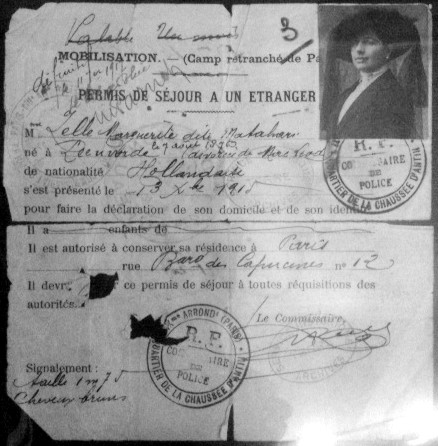
Permis de séjour à Paris de Mata Hari (1915).
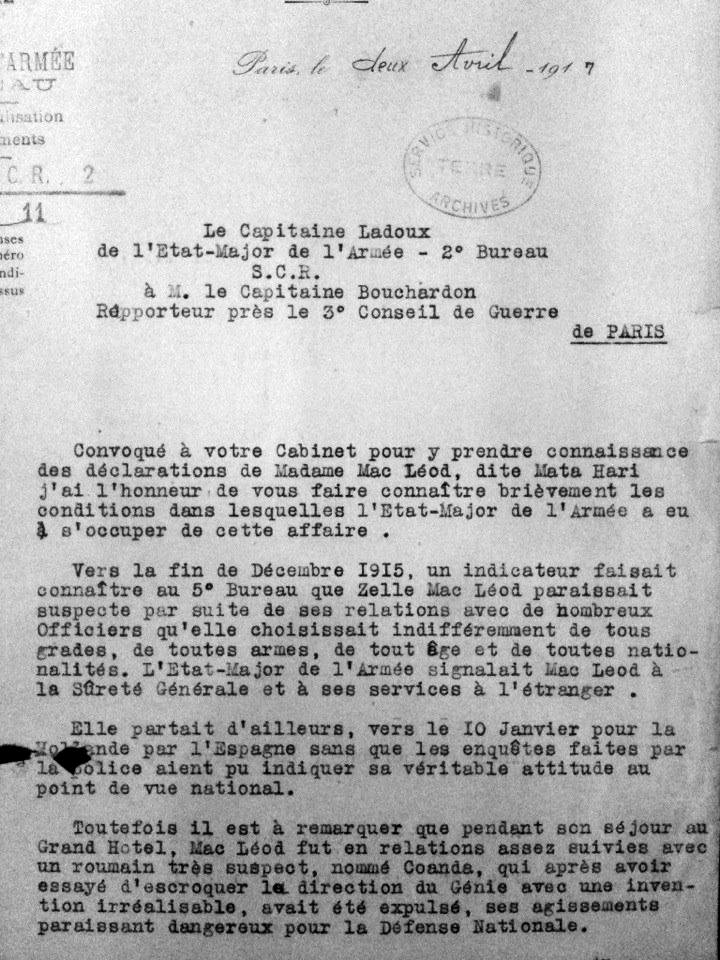
Lettre du capitaine Ladoux expliquant au Conseil de guerre pourquoi ils se sont intéressés à Mata Hari dès décembre 1915.
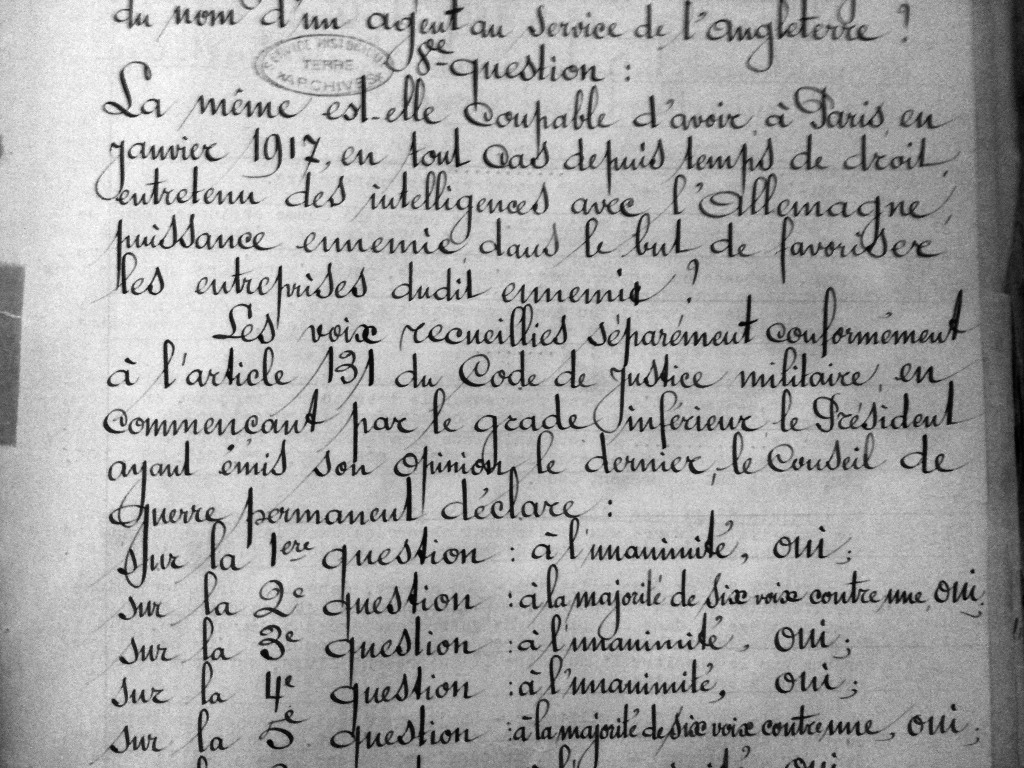
Extrait des minutes de la décision du Conseil de guerre condamnant à mort Mata Hari.

## Dans la culture

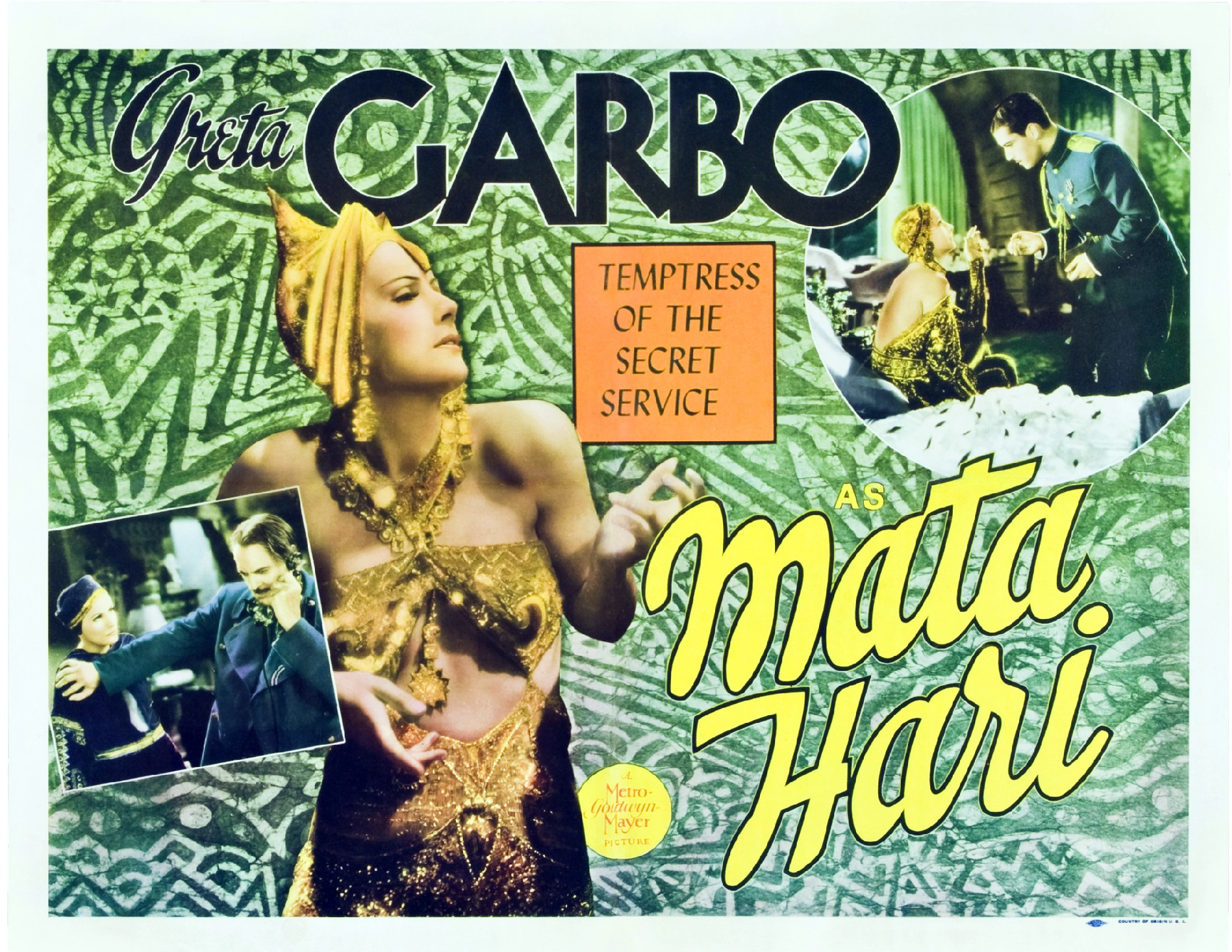
Affiche pour le Mata Hari de 1931 avec Greta Garbo.

### Cinéma
- 1927 : Mata Hari de Friedrich Fehér, avec Magda Sonja dans le rôle-titre.
- 1931 : 
  - Mata Hari de George Fitzmaurice, avec Greta Garbo dans le rôle-titre.
  - Agent X 27 de Josef von Sternberg, avec Marlene Dietrich dans le rôle-titre (ce film s'inspire de la vie de Mata Hari).
- 1938 : Marthe Richard, au service de la France de Raymond Bernard avec Délia Col.
- 1944 : Daffy part en mission de Frank Tashlin, le personnage de Hatta Mari est une référence parodique de l'espionne.
- 1949 : I'm Not Mata Hari (Yo no soy la Mata-Hari) de Benito Perojo avec Niní Marshall dans le rôle titre.
- 1963 : Le Bon Roi Dagobert de Pierre Chevalier avec Pascale Roberts qui joue Mata – Clotilde, l'espionne.
- 1964 : Mata Hari, agent H 21 de Jean-Louis Richard, avec Jeanne Moreau dans le rôle-titre.
- 1968 : Operación Mata Hari de Mariano Ozores avec Gracita Morales.
- 1972 : Up the Front de Bob Kellett avec Zsa Zsa Gabor dans le rôle titre.
- 1985 : Mata Hari de Curtis Harrington, avec Sylvia Kristel dans le rôle-titre.
- 2021 : The King's Man : Première Mission de Matthew Vaughn avec Valerie Pachner dans le rôle de Mata Hari.

### Télévision
- 1964 : La Caméra explore le temps, épisode Mata Hari avec Françoise Fabian.
- 1966 : The Mata Hari Case de Paul Verhoeven avec Louise Martini.
- 1967 : le très parodique et très déjanté film de la série James Bond Casino Royale : il y est révélé que Sir James Bond (vieilli et anobli, joué par David Niven), en butte aux gaffes de son neveu et espion à la manque[pas clair] Jimmy Bond (Woody Allen) a eu une relation amoureuse avec Mata Hari, dont est née une ravissante fille (également espionne d'opérette), Mata Bond (incarnée par l'actrice britannique Joanna Pettet.
- 1992 : Les Aventures du jeune Indiana Jones, saison 2, épisode 19.
- 2003 : Mata Hari, la vraie histoire d'Alain Tasma, scénario de Philippe Collas, avec Maruschka Detmers (Mata Hari) et Bernard Giraudeau (Capitaine Bouchardon).
- 2004 : Charmed, saison 6 épisode 13 : Phoebe est possédée par Mata Hari.
- 2008 : Secrets d'Histoire : Mata Hari : espionne ou femme fatale ?, documentaire-fiction de Jean-Christophe de Revière.
- 2012 : 
  - Actrice non créditée dans Pond Life.
  - Mata Hari, une coupable idéale ? épisode 16 de la série L'Ombre d'un doute.
- 2016 : Captation de Mata Hari, un ballet du Het Nationale Ballet (Pays-Bas) dirigé par Ted Brandsen (de), diffusée en France par la chaîne musicale Mezzo[41].
- 2017 : 
  - Mata Hari : série télé en 12 épisodes avec Vahina Giocante dans le rôle principal.
  - Mata Hari : La sulfureuse, film documentaire de Jobst Knigge, 52 min, diffusé par Arte.
- 2022 : Secrets d'Histoire : Mata Hari, l'espionne mise à nu, documentaire-fiction de Julien Poinot

### Littérature
- Une très courte nouvelle de Paul Morand (2 pages) intitulée Vague de Paresse dans son recueil L'Europe Galante met en scène Paul Morand lui même (réputé homme à femmes) passant une nuit de 1915 en compagnie d'une danseuse javanaise d'origine hollandaise à l'hôtel Ritz de Londres. Sa chambre est contigüe à celle où Albert Thomas, ministre de l'armement français, négocie avec des militaires et industriels britanniques. Morand, confondant le dressing de la dame avec le cabinet de toilette y trouve un appareil d'écoute et entend le ministre négocier la fourniture d'obus de 75 en donnant les statistiques des derniers combats. L'amante-danseuse-espionne, alanguie par le champagne et l'amour s'excuse auprès de Morand de ne pas faire son métier d'espionne. Il apprend deux mois plus tard la dame a été « cueillie à la frontière suisse par nos agents, mal renseignés » et fusillée[42].
- Mata Hari apparaît dans les romans de science-fiction du Cycle des dieux de l'écrivain français Bernard Werber.
- Une danseuse doublée d'une espionne nommée Nina Noha apparaît dans les aventures de Chéri-Bibi par Gaston Leroux.
- Mata Hari est le sujet du livre de Paulo Coelho L'espionne (2016).
- Dans le manga One Piece, une femme du nom de Stussy possède la même apparence et le même vécu (espionne érotique) que Mata Hari.

### Théâtre
- Mata Hari, pièce de Philippe Collas et Éric Villedary, avec Sorin Medeleni, Dana Dembinski Medeleanu, Oana Albu, Niki Ieremciuc, mise en scène de Liana Ceterchi, créée au Tetrul Mic, Bucarest.
- Mata Hari : jugement de l'aurore, monologue de Jorge Arroyo (en), Théâtre national du Costa Rica avec Ana Clara Carranza, Odéon Groupe du Brésil avec Tania Castello et mise en scène de Carlos Gradim.

### Musique
- Viktor Lazlo a interprété en 1985 une chanson intitulée Mata Hari écrite par Marc Moulin et Michel Moers. Ces derniers ont interprété leur propre version avec leur groupe Telex.
- Matahari est le nom du premier album du groupe français L'impératrice, sorti en mars 2018.
- En 2019, Frank Turner écrit une chanson sur Margaretha.
- À l'occasion du Concours Eurovision de la chanson 2021, l'Azerbaïdjan est représenté par la chanson intitulée Mata Hari, interprétée par Efendi[43].
- Hari Mata Hari est le nom d'un groupe de pop rock originaire de Bosnie-Herzégovine.
- Le groupe La Femme y fait référence dans la chanson It's Time To Wake Up (2023), de l'album Psycho Tropical Berlin, sorti en 2013.
- La comédie musicale Mata Hari de Jack Murphy et Frank Wildhorn, sur un livret d'Ivan Menchell.
- En 2022, le groupe Washington Dead Cats publie la chanson Mata Hari sur son album Monkey Brain.

### Jeux vidéo
- Mata Hari est un jeu d'arcade sorti en 1988 pour Amstrad CPC[44] puis adapté sur Atari ST en 1989[45].
- Mata Hari est l'un des personnages principaux de Shadow Hearts (2001). Elle apparaît sous son véritable nom.
- Le jeu d'aventure Mata Hari (2008) réalisé par Cranberry Production met en scène l'espionne.
- Elle inspire le personnage de la danseuse, dans Identity V, une des survivantes.

### Bande dessinée
- Rendez-vous avec X : Mata Hari, de Virginie Greiner et Olivier Roman, cahier documentaire de Patrick Pesnot, Éditions Comix Buro, 2019  (ISBN 978-2-344-03262-6)